# Haematopota furva
Haematopota furva är en tvåvingeart som beskrevs av Austen 1912. Haematopota furva ingår i släktet Haematopota och familjen bromsar. Inga underarter finns listade i Catalogue of Life.